# Воздушный шарик

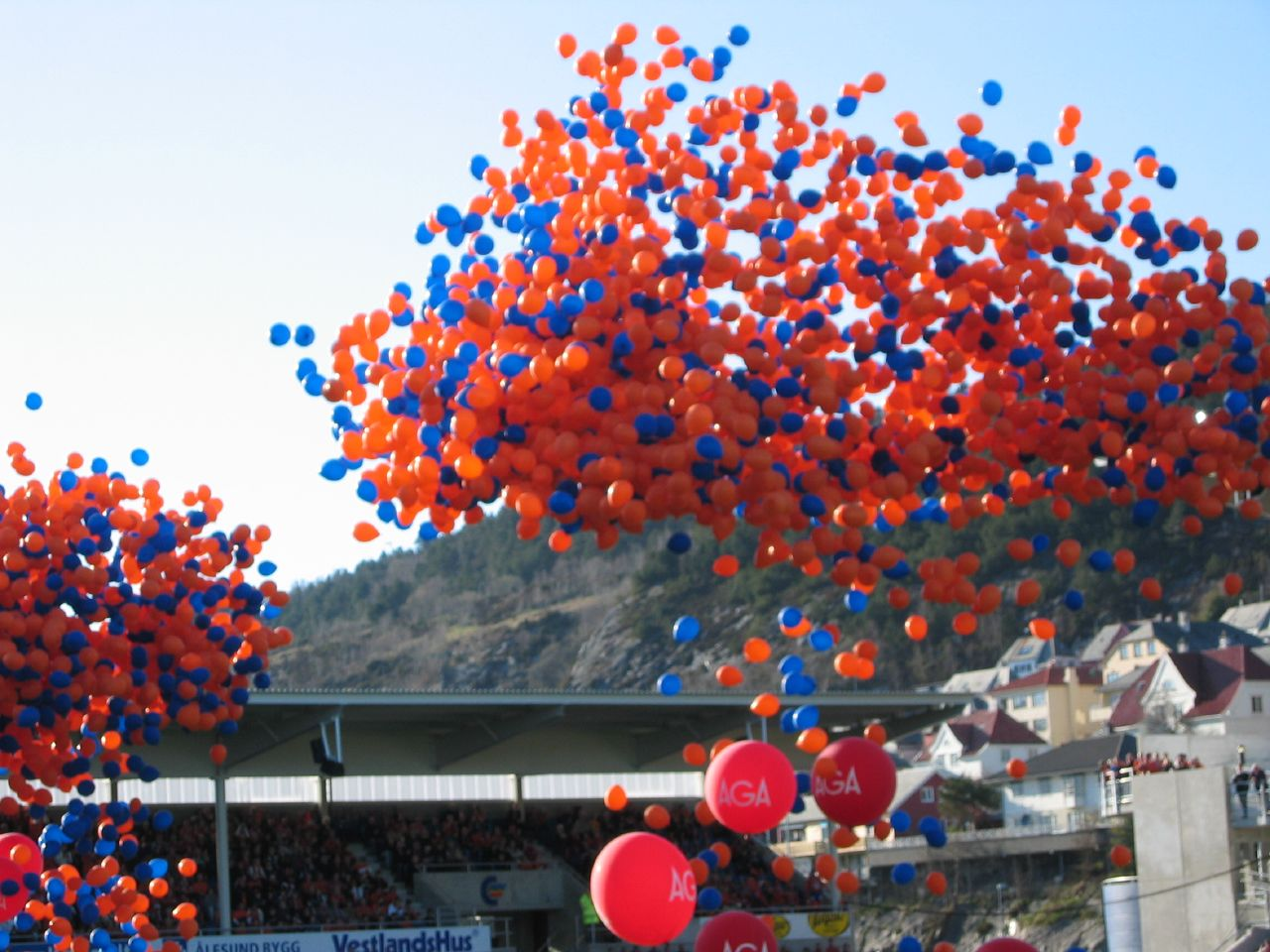
Воздушные шарики

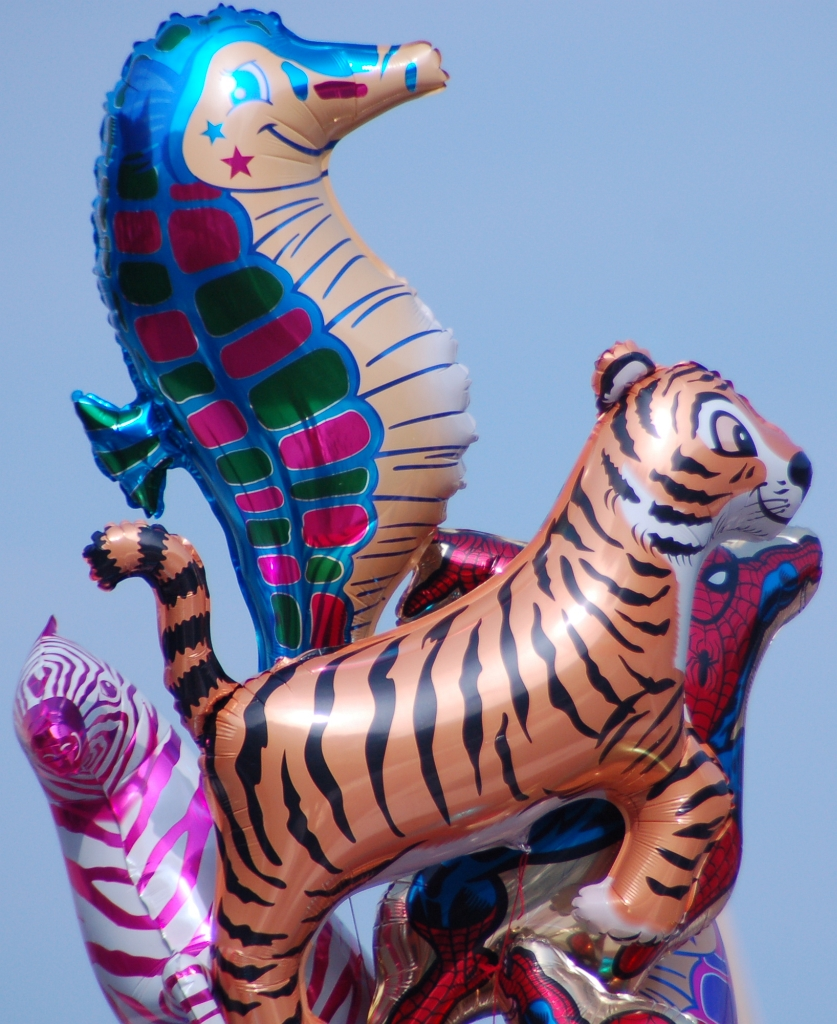
Надувные воздушные шарики из фольгированного полиэтилентерефталата (майлар) разной фигуры

Воздушный шарик (нем. Luftballon) — тонкостенный надувной предмет, чаще всего сделанный из латекса, небольшого размера. Обычно они наполняются воздухом или гелием (реже, водородом). В основном применяется для оформления помещений и праздников. Несмотря на название «шар(ик)», может иметь не только шарообразную, но различную форму, в том числе в виде удлинённых цилиндров и сложных фигур.
Обычно используются с декоративно-оформительской целью, либо как игрушки, в том числе познавательные. Надувные шарики не следует путать с надувными изделиями другого назначения, к примеру с мебелью, куклами, плотами и кругами для плавания, мячами и т.д.
Несмотря на заявления производителей и продавцов, латексные воздушные шары не являются биоразлагаемыми.

## История
История воздушных шаров восходит к использованию ацтеками мочевых пузырей и кишечника животных для создания первых скульптур из воздушных шаров. Однако современное развитие воздушных шаров началось с изобретения Майклом Фарадеем в 1824 году резиновых воздушных шаров для использования в его экспериментах с водородом в Королевском институте в Лондоне .  Фарадей положил друг на друга два листа резины, наполнил их водородом и отметил их «значительную восходящую силу».
В 1830 году производитель каучука Томас Хэнкок представил на рынке резиновые латексные шары, запатентовав процесс заливки форм резиной или погружения форм в латексную жидкость. В 1847 году Дж.Г. Ингрэм из Лондона начал производить первый прототип современных игрушечных воздушных шаров, на которые не влияли изменения температуры.
Нил Тиллотсон, основатель Tillotson Rubber Company, в конце 1930-х годов изобрел способ массового производства латексных воздушных шаров. Первоначально он создал 15 воздушных шаров «Тилли Кэт» в форме кошачьей головы для парада в честь Дня патриота 1931 года. К концу 19 века воздушные шары стали использовать для развлечения и украшения, а первые коммерческие шары-сосиски были произведены в 1912 году. Популярность воздушных шаров возросла в 20 веке с появлением фольгированных шаров в 1970-х годах.
Сегодня воздушные шары изготавливаются из различных материалов, таких как резина, латекс, полихлоропрен или нейлон, и могут быть самых разных цветов. Они используются в различных отраслях промышленности, включая медицину, метеорологию, военную промышленность и транспорт, а также для развлечений и украшения.

## Виды

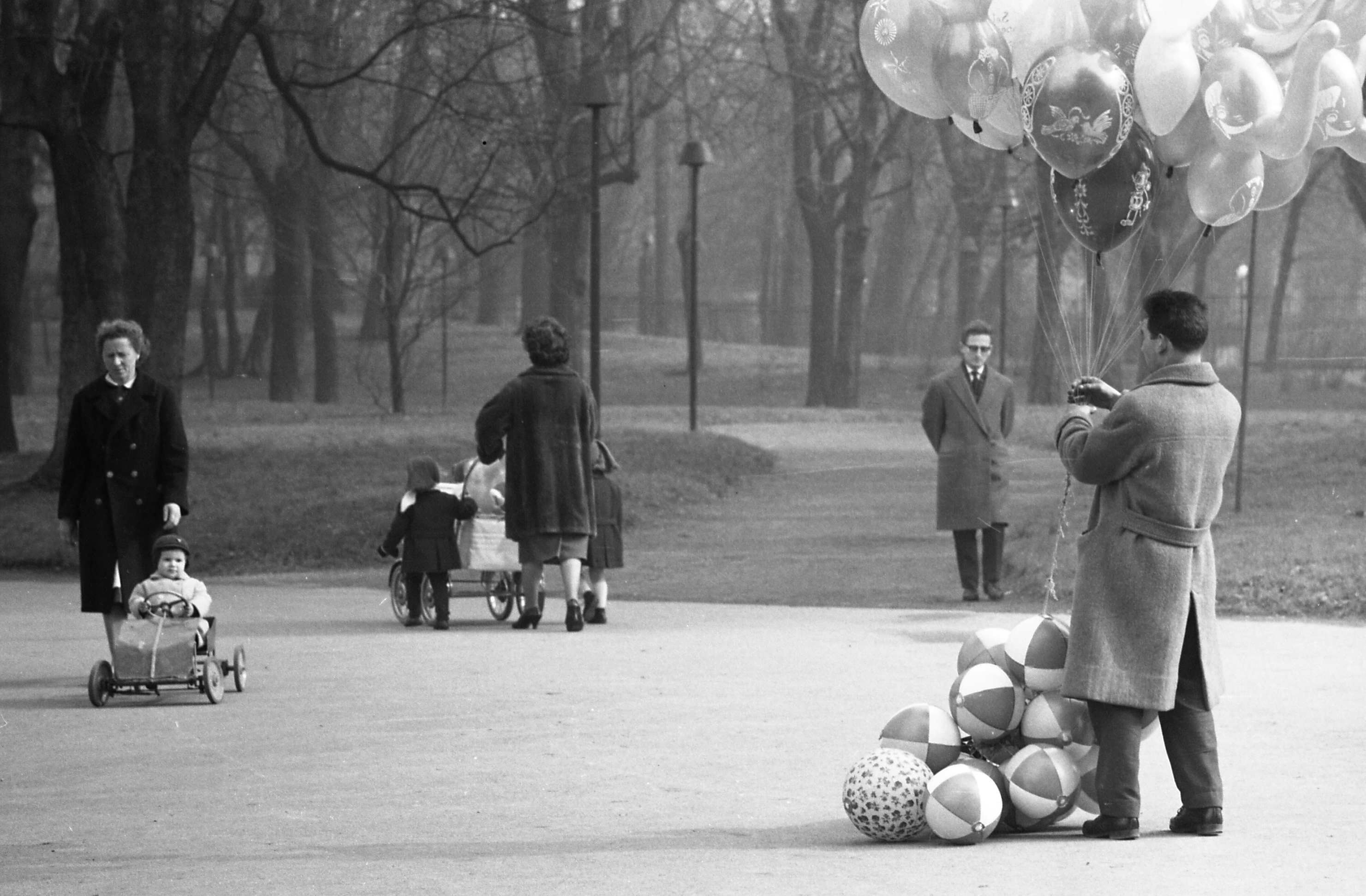
Paolo Monti, 1962

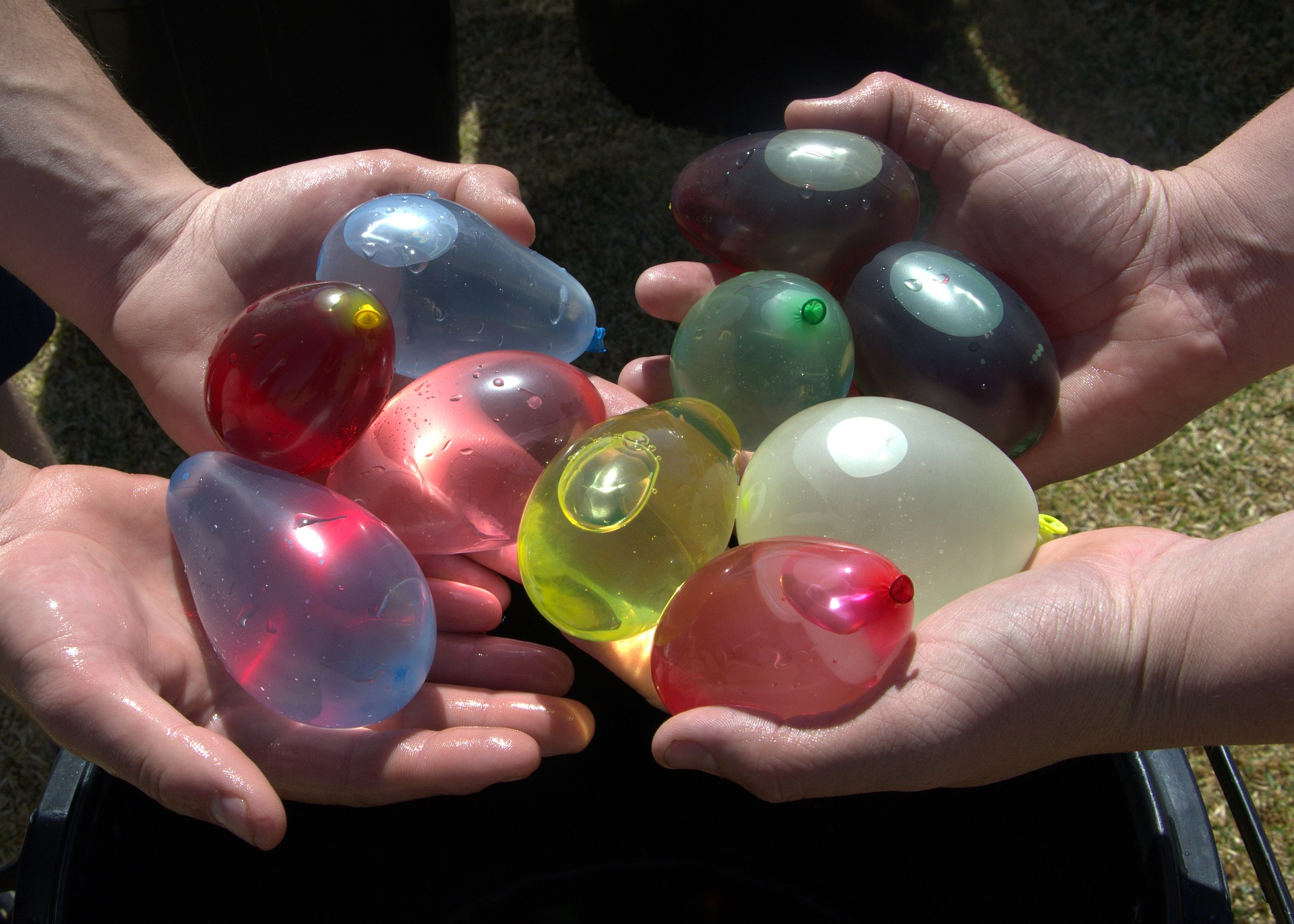
Наполненные водой шарики-бомбочки

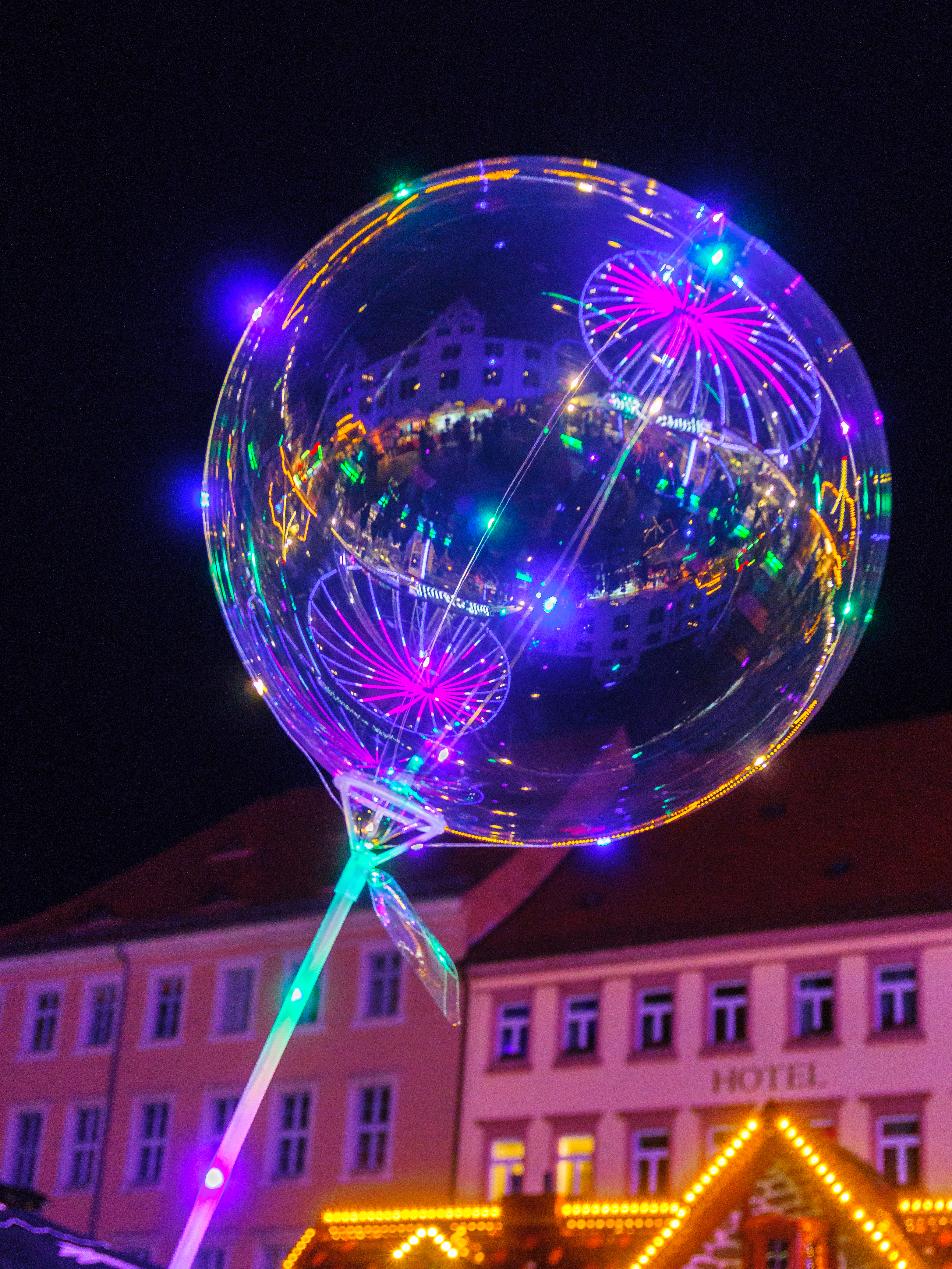
Прозрачный воздушный шар из ПВХ со светодиодной подсветкой

- Классические латексные воздушные шары (могут быть разных форм и размеров)
  - Шары для моделирования — длинные шарики-колбаски, из которых скручиваются различные фигуры
  - Шарики-игрушки:
    - Панч-баллуны — сферической формы шарики с резинкой на макушке шара, используются как мячики и йо-йо.
    - Ходячие фольгированные фигуры, наполняемые гелием. В нижней части фигуры крепится грузик, который не даёт ей улететь. Фигура колышется от дуновения ветра, и кажется, что она идёт или танцует
    - Шарики-бомбочки — для наполнения водой
    - Реактивные шарики[англ.] — шарики, снабжаемые разнообразными соплами и(или) звукосоздающими резонаторами для выпуска из надутого шарика воздуха после надувания (шарики ракеты, шарики-вертолёты, свистящие шарики, модели автомобилей, катеров с шариками)
- Классические воздушные шары из ПВХ — цветные и прозрачные воздушные шарики, в том числе со светодиодной иллюминацией
- Воздушные шары из ПЭТФ (в том числе фольгированного — майлар) — обычно в виде различных сложных фигур, как правило имеют соединительный шов двух половинок стенок
- Воздушные шары с двумя и более хвостиками, например, линк-о-луны (используются для составления сложных пространственных конструкций)
- Шары для упаковки — крупные (около 45 см в диаметре) прозрачные или полупрозрачные шары с широким горлышком, в которые с помощью специального устройства кладут предметы, которые остаются внутри надутого шарика, чаще используются как подарочные
- Шары-самодувы (способны надуваться сами посредством химической реакции из реактивов, помещённых внутри фольгированного шара)

## Форма
Большинство воздушных шариков имеет форму эллипсоида вращения. Другими распространёнными формами являются форма сердца (особенно популярна на День святого Валентина), спирали, боба, зайца, птицы, коня, цветка (блоссом), пончика (донат), а также длинного эллипсоида, в просторечии называемого «колбасой», которому посредством перекручиваний можно придавать форму собачки, сложных колец и других фигур.
Несмотря на многообразие форм, воздушные шарики всё равно называются шариками, хотя их форма не всегда имеет форму шара. Элементы оформления из воздушных шаров могут быть весьма разнообразны.

## Критерии выбора воздушных шаров
Учитывая большое количество производителей воздушных шариков, при выборе подобной продукции стоит обращать внимание на несколько моментов:
- Наилучшим материалом для эластичных шариков является натуральный латекс. Чтобы готовые шарики не слипались, используют тальк. Качество шаров напрямую зависит от качества исходных материалов.
- Запах. Шарики, изготовленные из качественного сырья (латекса), не будут иметь неприятного «химического» запаха. Однако запах может появиться, если истёк срок хранения и латекс начал разрушаться.
- Внешний вид. Латексный шар не должен быть помятым, более того, если вы его сожмёте в руке, он не должен терять эластичности, гладкости и приобретать внешний вид, напоминающий листок мятой бумаги.
- Звук. На звук тоже можно определить качество, и главный критерий — шарик не должен шуршать как бумага.
- Эластичность. Качественный латексный воздушный шарик должен после растягивания возвращаться в свою ненадутую форму и не деформироваться.

## Применение

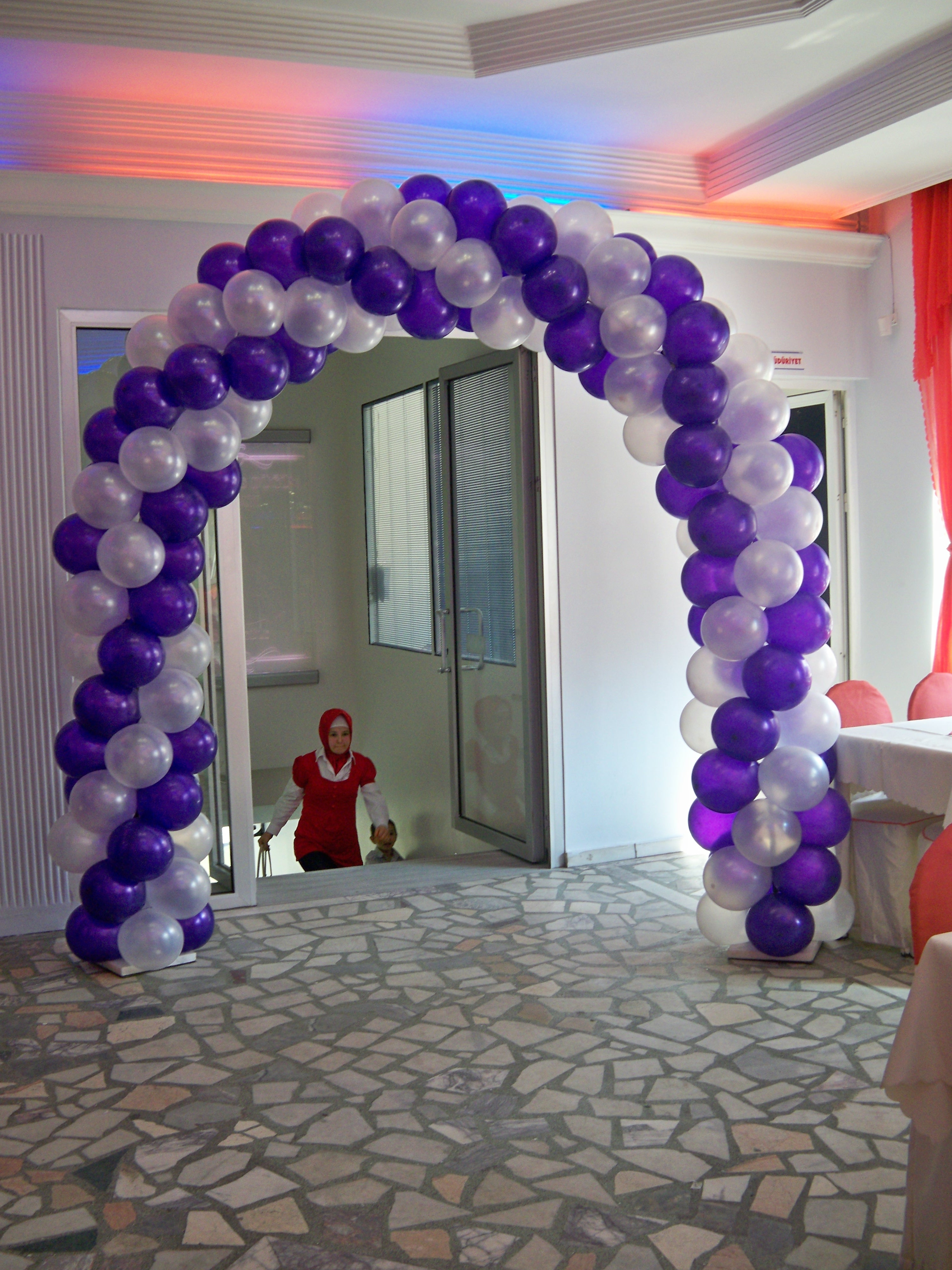
Декоративная арка собранная из надутых воздушных шариков

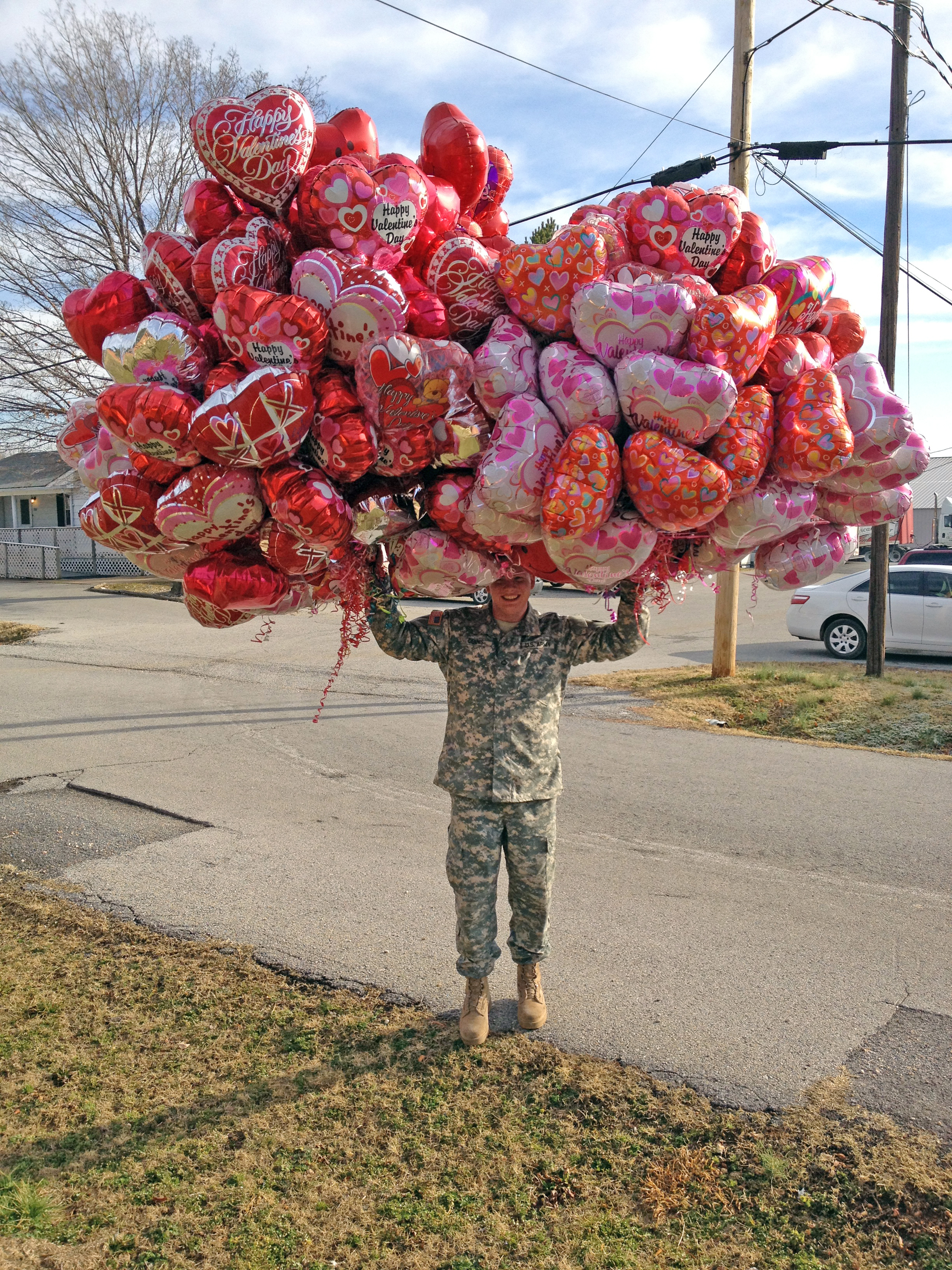
Шарики-валентинки

- в качестве игрушки для детей (под присмотром взрослых, чтобы части лопнувшего шара не попали в дыхательные пути ребёнка)
- в качестве летнего развлечения используют «водяные бомбочки» или «капитошки»- специальные маленькие шарики (диаметром 2 дюйма, ок. 5 см), наполняемые водой
- в качестве элементов украшения праздников. Искусство украшения шарами называется «аэродизайн».
- в качестве зрелища при массовом запуске шаров в небо или сброса шаров в помещении (например, во время концертов). Также во время мероприятий используются крупные шары (шар-сюрприз или взрыв-шар) с конфетти, мелкими шарами и т. п. наполнителем, который высвобождается, когда шар в нужный момент лопают.
- шары для моделирования используются для создания различных фигур, самой известной из которых является скрученная из одного шарика собачка. В больших инсталляциях могут использоваться десятки тысяч шаров. Искусство создания фигур из шаров для моделирования называется «твистинг» (от англ. twist — крутить, скручивать). В мире проводятся различные Фестивали воздушных шаров с конкурсными и семинарскими программами.
- в качестве рекламного носителя — реклама печатается на шарах для оформления или раздачи. Крупные шары и дирижабли используются в качестве рекламных баннеров.
- в воздухоплавании отпущенные шарики указывают направление ветров в разных слоях атмосферы
- в метеорологии используют специальные шары-зонды, на которых различные датчики достигают верхних слоёв атмосферы для проведения измерений
- известны случаи использования шаров в качестве небезопасных летательных средств, а также в качестве средства доставки сообщений и пропаганды

## Наполнение
В домашних условиях воздушный шарик надувается ртом, с помощью дыхания, это полезное дыхательное упражнение, если в шарике нет талька, но такой способ не гигиеничен и не безопасен. Маленьким детям следует играть с воздушными шарами только под присмотром взрослых. Надувать воздушные шары лучше всего с помощью электрического или ручного насоса. Профессионалы используют специальные электрические компрессоры. Для того чтобы воздушные шары летали, используют гелий из баллонов с этим газом под давлением, а также различное газовое оборудование (сопла, редукторы и компрессоры). Шары, наполненные гелием, летают недолго, поскольку атомы гелия успевают просачиваться через поры латекса, из которого изготовлены шарики. Иногда вместо воздуха используют углекислый газ (его молекулы крупнее и труднее проходят через поры латекса, поэтому шарик дольше остается надутым; такие шарики не летают, углекислый газ тяжелее воздуха). Большие летающие шары наполняют смесью гелия и воздуха, чтобы сэкономить дорогой и относительно дефицитный гелий.
Резиновое «колечко» в основании шарика — отверстие, предназначенное для прохождения воздуха (в том числе надувания) — носит название пуцка (сокращение от препуций).

### Вода
Если шарик наполнить жидкостью и бросить с высоты или проткнуть, он «взорвётся», см. Водяная бомба. Широко используется как летнее развлечение для детей на аттракционах, а также в хулиганстве; возможно причинение ущерба.

«Водяная бомба» в действии (замедленная съёмка)
Шарик с водой, лопающийся от падения с высоты
- Лопающаяся «бомба» от протыкания шарика иглой

### Газ

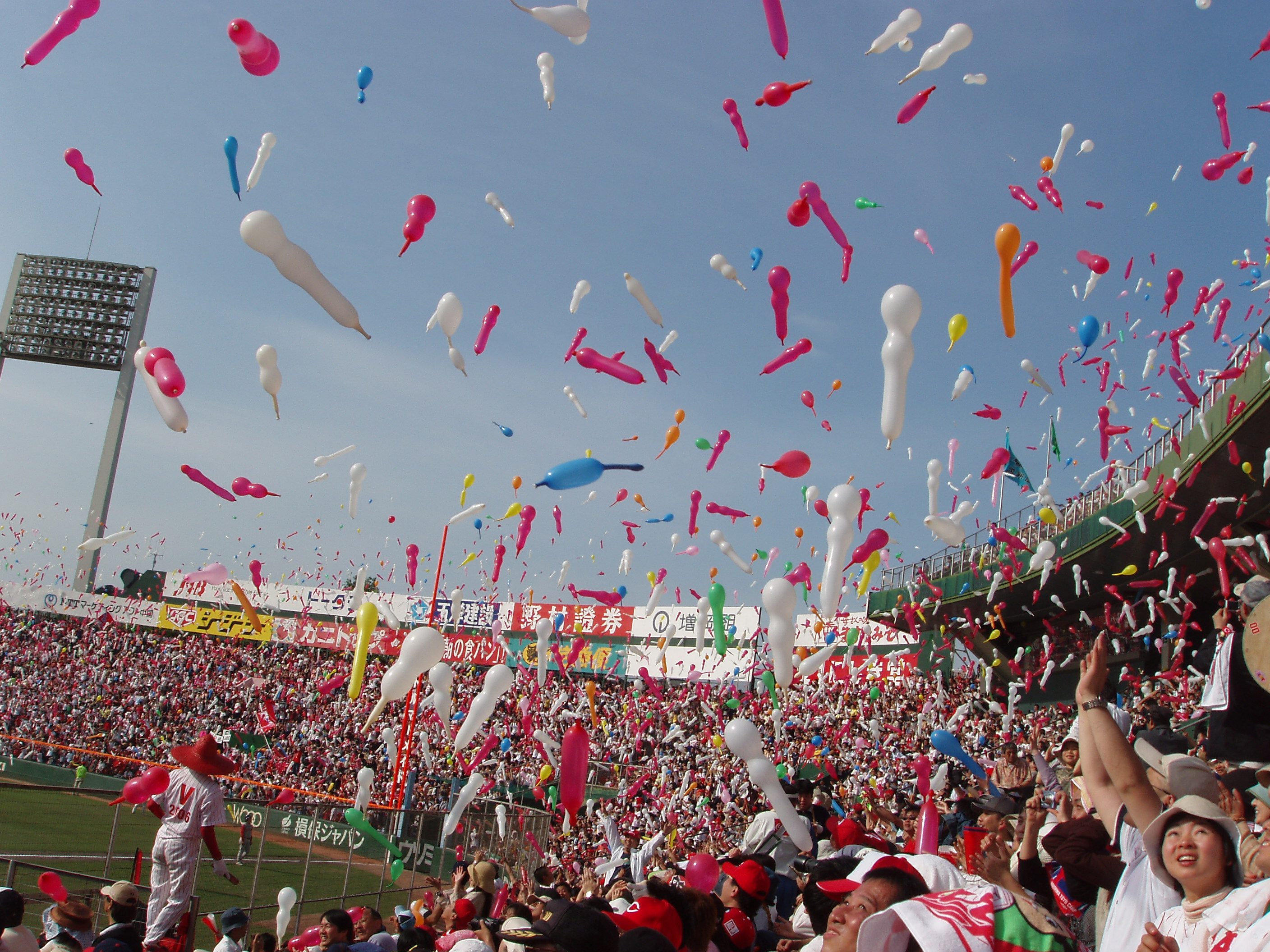
Не завязанные шарики, выпущенные на стадионе, при сдувании создают реактивную тягу, достаточную для своего движения

В зависимости от плотности содержащегося внутри газа, шарик, если его отпустить, может:
- падать, если будет наполнен воздухом, углекислым газом, аргоном.
- «всплывать» — см. Закон Архимеда.
- взлетит, если будет наполнен: водородом, гелием, неоном, азотом, метаном, аммиаком. Однако неон (безвреден и негорюч как и гелий) для этих целей слишком дорог, азот создаёт очень малую подъёмную силу (неспособную поднять вес самого шара), а остальные относятся либо к токсичным (аммиак), либо к огнеопасным (водород, метан). По современным стандартам безопасности в большинстве стран мира используют только гелий или гелиево-воздушную смесь, так как гелий инертен (нетоксичен, не имеет цвета, запаха и вкуса). В силу того, что зачастую на праздниках вдыхают газ из шариков для создания комичного мультяшного голоса, все чаще появляется тенденция наполнять шарики смесью гелия с 20 % кислорода, чтобы люди случайно не задохнулись от вдыхания избытка гелия.

#### Время полёта при наполнении гелием
Одним из основных способов применения воздушного шара является его наполнение гелием для полёта, поэтому важной характеристикой для покупателя будет время полёта. Со временем происходит диффузия (просачивание) гелия через стенки шара. У разных производителей оно может отличаться в зависимости от массы материала, из которого сделан шар (толщины стенок), и его объёма. Время полёта во многом зависит от степени надувания и условий среды и температуры, в которых находится надутый шарик. Усреднённые показатели:
- Латексный шар размером 2" (дюйма) не летает, так как подъёмной силы гелия такого объёма не достаточно, чтобы поднять вес самого шара.
- Латексный шар 5" также не летает, причины те же, что и для шара в 2" (передутый шарик способен летать до получаса).
- Латексный шар 10" летает 6 часов.
- Латексный шар 12" летает 12 часов.
- Миларовые (фольгированные) шары стандартным размером 18" (45 см) летают в помещении неделю-две, постепенно сдуваясь.
- Миларовые (фольгированные) шары больших размеров могут летать меньшее или большее время в зависимости от объёма всего шара (гелий просачивается через клапан шара).
- Время полёта также может сократиться при использовании шаров на улице. Нагрев от солнечного света ускоряет диффузию газов, а латекс быстрее разлагается при солнечном ультрафиолете. Поверхность шаров в солнечную погоду быстро мутнеет (окисляется поверхность латекса).
- Существуют специальные герметики для шаров, способные увеличить время полёта шара в несколько раз. Перед надувкой герметик растирается по внутренней поверхности шара и высыхает внутри уже надутого шара. Герметик заполняет поры шара, препятствуя просачиванию (диффузии) молекул гелия наружу.
- Согласно проведённым испытаниям латексный шарик размером 14 дюймов, надутый газом гелий и обработанный специальным составом, препятствующим просачиванию гелия через латекс, летает примерно 6 дней, а фольгированный шарик размером 18 дюймов, надутый гелием, летает примерно 14 дней.

Воздушные шары, наполненные воздухом, теряют объём гораздо дольше, потому что молекулы газов, содержащихся в воздухе, - азота, кислорода, углекислого газа - крупнее молекул гелия и не так быстро проходят через оболочку.

## Оболочка

Разрушение резиновой оболочки (скоростная съёмка)

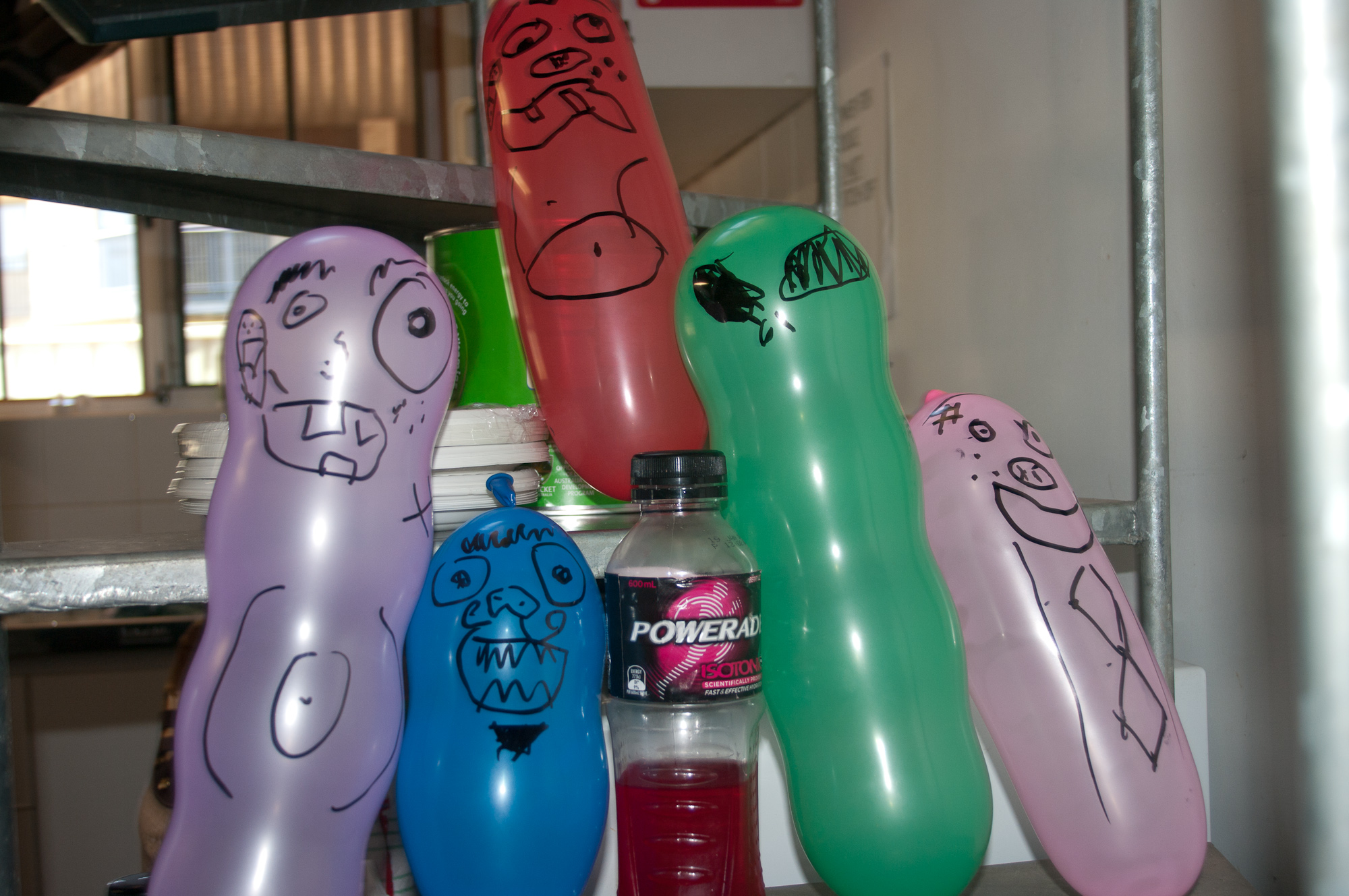
Разрисованные маркером латексные воздушные шарики продолговато-цилиндрической формы

Качественные надувные шары изготавливаются из натурального латекса. Однако для создания высококачественных, долговечных шаров латекс необходимо вулканизировать при помощи серы, также добавляются тяжёлые металлы, воски, антиоксиданты, пластификаторы, огнестойкие вещества и пигменты. Вопреки заявлениям производителей и продавцов, такие шары не являются биоразлагаемыми.
Крупные эластичные шары (более метра) могут быть изготовлены из хлоропрена. Крупные шары, дирижабли и фигуры заданной формы изготавливаются из виниловой плёнки. Фольгированные (миларовые) шары изготавливают из тонкой полимерной плёнки с металлическим напылением, обычно такие шары имеют клапан для надувания, или же надутые шары приходится запаивать. Фольгированные шары не разлагаются в природе долгое время, а также проводят электрический ток, поэтому фольгированные шары нельзя отпускать в небо. Ввиду электропроводности фольгированных шаров производители наладили выпуск полимерных шаров без металлического напыления («пластиковые» шары).
Оболочка классических латексных шаров легко лопается, если шар натыкается на острый предмет. Чем сильнее надут шар, тем больше давление газа внутри него, а стенки становятся более тонкими, и тем легче и звонче он лопается. У маленьких шаров звук более звонкий, крупные шары лопаются с более глухим звуком.
Надутые обычным воздухом шары опускаются вниз под тяжестью собственного веса и проявляют «летучие» свойства только на порывах ветра. Шары, надутые гелием, сами поднимаются вверх, потому что гелий легче воздуха. При этом, чем крупнее шар, тем больший вес он способен поднять (например, шар 12" поднимает около 5 г). Фольгированные шары, надутые гелием, длительное время не теряют форму и продолжают оставаться в воздухе, гелий из таких шаров выходит медленно через клапан. Что касается шаров из натурального латекса, то гелий из них также выходит сквозь оболочку, стенки шара. Расстояние между молекулами латекса (поры) больше молекул гелия, именно поэтому гелий проникает сквозь стенки латексного шарика и улетучивается в атмосферу.
Иногда перед надуванием воздушный шар через специальную насадку обрабатывается особым составом (герметиком для шаров), который равномерно наносится на его внутреннюю поверхность. При высыхании этот состав образует тонкую полимерную плёнку, благодаря которой гелий остаётся в воздушном шаре на порядок дольше (в 11-дюймовом шаре гелий держится до 2 недель). Специальную бесцветную вязкую жидкость без запаха, предназначенную для обработки воздушных шаров с целью увеличения времени их полёта, продают обычно вместе с ними, она нетоксична и безопасна.
Надутый воздушный шарик можно осторожно проколоть насквозь, и с ним ничего не произойдёт, он не «взорвётся». Но прокалывать нужно только возле «горлышка» (пуцки) и «полюса» (макушки), там, где довольно толстая оболочка. Толщина материала не даёт шару лопнуть, а эластичные свойства позволяют «обволакивать» спицу в месте прокола, поэтому шар не сдувается.

## Высота подъёма воздушных шаров
В 2007 году школьники из Канады запустили в небо гелиевый шарик с фотокамерой. Снимок из наивысшей точки был сделан на расстоянии 35,8 км от земли. В 2014 году американец Роберт Гариссон также запустил в небо гелиевый шарик с фотокамерой. Он взлетел выше, чем на 20 км, затем лопнул, а камера на парашюте спустилась к хозяину.

## Полёты людей
В 1982 году американец Ларри Уолтерс, взлетел на воздушных шарах, наполненных гелием, и продержался в воздухе 13 часов. Однако при приземлении он запутался в проводах ЛЭП, что вызвало короткое замыкание, и тысячи людей остались без электричества.
Россиянин Виталий Куликов в 2004 году два раза поднимался в небо на воздушных шарах. Первый раз он использовал 360 шариков, наполненных водородом, и 25 минут летел на высоте 400 м, пролетев 8,5 км. Во второй раз на шарах, наполненных гелием, он пролетел 64 км.
В 2008 году попытка полета бразильского священника Аделир Антонио де Карли на гелиевых шариках закончилась трагически. После восьми часов полёта он оказался над океаном в 50 км от берега, после чего связь с ним прервалась и он не был найден.

## Надувание воздушных шаров и польза для здоровья
Надувание воздушного шара ртом полезно для здоровья, поскольку оно тренирует межреберные мышцы, которые расширяют и поднимают ребра и диафрагму, улучшая функцию лёгких и насыщение кислородом. Это упражнение может улучшить осанку, устойчивость и характер дыхания, а также помогает увеличить емкость лёгких, что делает его полезным при таких заболеваниях, как легочный фиброз, ХОБЛ или астма. Кроме того, надувание воздушного шара способствует глубокому дыханию, что может уменьшить стресс и беспокойство, улучшить здоровье сердечно-сосудистой системы и увеличить объём лёгких. Кроме того, надувание шарика препятствует эффективному дыханию диафрагмы и помогает повысить внутрибрюшное давление, что делает его полезным упражнением для реабилитации и улучшения функции дыхания.

## Вред от запуска воздушных шаров

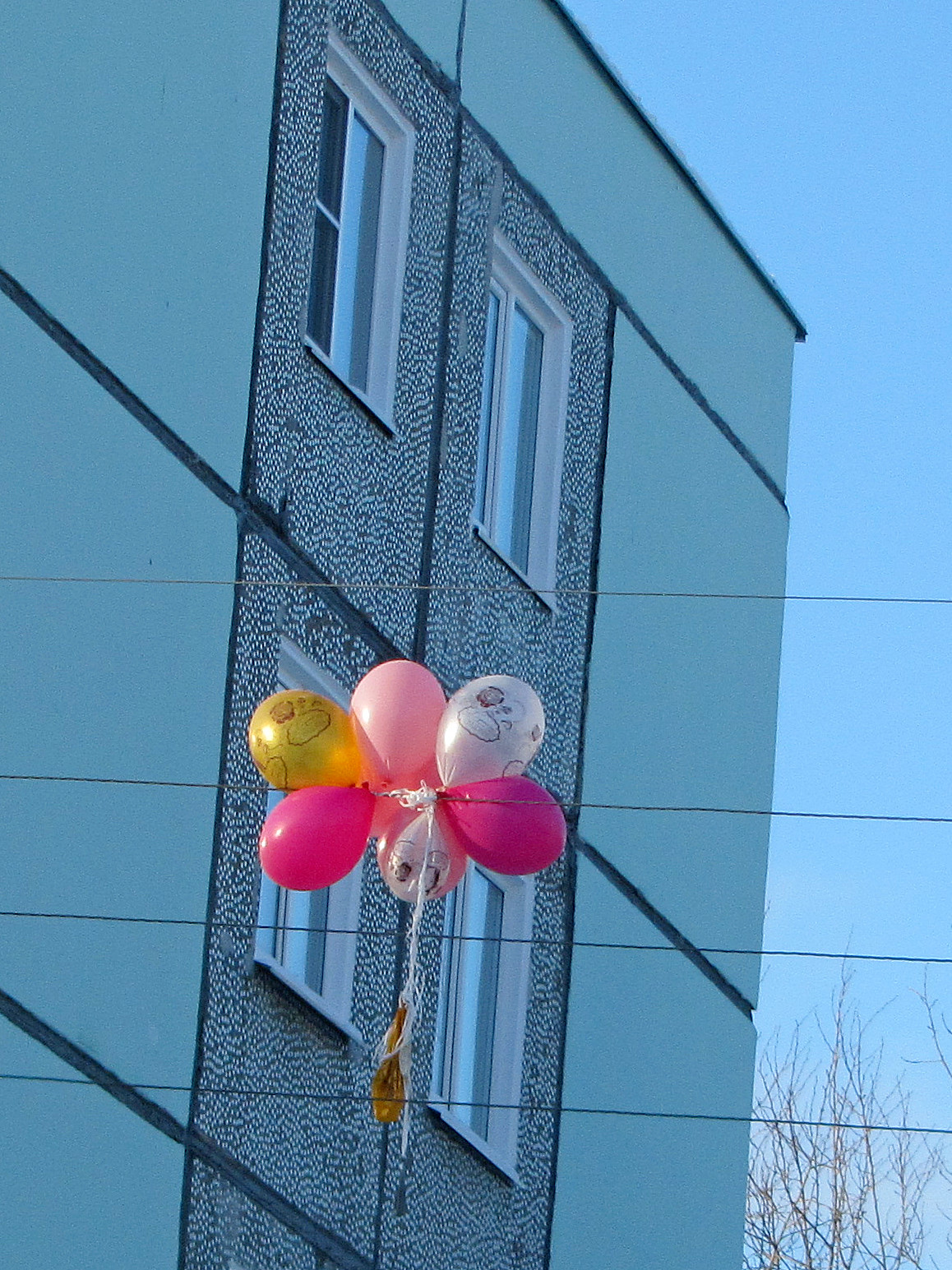
Связка воздушных шариков, намотавшаяся на провод воздушной ЛЭП. Северодвинск

Выпущенные в небо воздушные шары опасны тем, что могут попасть на провода и вызвать короткое замыкание. В 2018 году свыше 30 тыс. жителей Якутска остались без электричества из-за попадания воздушного шарика с лентами из фольги на линию электропередачи. В Великобритании в 2018 году воздушные шары стали причиной 619 задержек движения на железных дорогах. Также воздушные шары могут принять за пищу и съесть животные, что может привести к их гибели. В 2019 году в журнале Scientific Reports была опубликована статья о том, что проглатывание остатков воздушных шаров становятся причиной смерти каждой пятой морской птицы. Воздушные шары увеличивают загрязнение пластиком Земли и Мирового океана.
В 2015 году в Амстердаме запретили запускать в небо воздушные шары во время детских праздников и свадебных торжеств. Подобные запреты затем были введены и в других городах Нидерландов. В 2019 году Гютерсло стал первым в Германии городом, в котором запретили запускать воздушные шары в небо (этот запрет распространяется лишь на организации, но не на граждан).
27 сентября 1986 года в Кливленде во время праздника Balloonfest '86 от воздушных шариков произошла экологическая катастрофа, в результате которой погибло два человека.

## В культуре
- «Красный шар» (фр. Le Ballon Rouge) — французский короткометражный художественный фильм 1956 года о путешествии по Парижу мальчика и красного воздушного шарика.
- Pop! The Balloon Dog Puzzle Game[англ.] — игра-головоломка американского инди-разработчика, в которой надувная собака прыгает по воздушным шарам.